# Neshan Krekorian

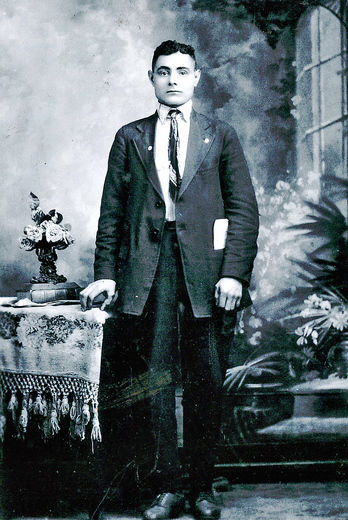
Neshan Krekorian, en 1912.

Neshan Krekorian (12 de mayo de 1886 - 21 de mayo de 1978) fue un armenio pasajero de tercera clase que sobrevivió al hundimiento del RMS Titanic la noche del 14 de abril de 1912.

## Biografía
Nacido en la aldea de Keghi, en la provincia de Erzurum, en el este de Turquía, en lo que es la Armenia turca, la difícil situación de los armenios cristianos en el imperio otomano (véase genocidio armenio) lo llevó a buscar un futuro lejos, y junto a sus compatriotas Mampré Zakarian, Arsen Siraganian, Haroution Zakarian y David Vartanian decidieron huir del país y buscar refugio en Canadá. Se dirigían a la casa de Paul Martin, en Hamilton, Ontario.
Una fuente sugiere que de hecho no tenía billete para el Titanic, y tuvo que sobornar a un funcionario de la oficina de viajeros en Marsella para poder subir a bordo. Como fuera, consta que su billete era el número 2654 y pagó por él siete libras y cuatro chelines. Él y sus compañeros abordaron el Titanic en Cherburgo el 10 de abril de 1912 como pasajeros de tercera clase. Krekorian luego se quejó de "estar encerrado como un pollo" en su cabina de tercera clase, el camarote E-57 en la cubierta F.
En la noche del 14 de abril, Krekorian jugó a las cartas y alrededor de las 23:00 horas se quitó los zapatos y se metió en su litera con la ropa puesta. Sintió una corriente de aire y notó que su ojo de buey estaba abierto. Cuando fue a cerrarlo, vio témpanos de hielo en el agua. "Aunque era la primera vez en mi vida que veía icebergs, no pensé mucho en ello porque apenas se notaban", diría más tarde.
Cuando unos cuarenta minutos más tarde se produjo el impacto, Krekorian se despertó, salió y entre la creciente multitud que subía logró llegar a la cubierta A, justo cuando el bote salvavidas 10 estaba siendo bajado por el costado de babor. Sin dudar, corrió por la cubierta, dio un salto hacia él y aterrizó dentro. El marinero Frank Evans testificó en la investigación oficial que Krekorian "saltó deliberadamente y se salvó". Krekorian sobrevivió, pero contrajo neumonía y fue hospitalizado en Nueva York. Cuando al fin llegó a su destino en Ontario, junto con el único de sus compañeros que también sobrevivió, David Vartanian, tuvo una recaída y estuvo de nuevo en el hospital un par de semanas.
En 1918 se mudó a St. Catherines, Ontario donde se casó con otra emigrante armenia, Persa Vartanian el 12 de julio de 1924 y tuvieron cuatro hijos. Krekorian trabajó toda su vida en una planta de ensamblaje de automóviles de General Motors. Su viaje en el Titanic fue su primera y única vez en un barco. Cuando se acercaba a una masa grande de agua, su hija dijo que "su rostro delataba sus pensamientos, miraba el agua y al instante sabías que estaba reviviendo esa noche".
Murió en St. Catherines, el 21 de mayo de 1978.